# Ilyushin Il-16
Ilyushin Il-16 (Cyrillic: Илью́шин Ил-16) là một loại máy bay cường kích bọc giáp hạng nhẹ của Liên Xô, được phát triển vào cuối Chiến tranh Thế giới II tại viện thiết kế Ilyushin.

## Tính năng kỹ chiến thuật
Dữ liệu lấy từ OKB Ilyushin: A History of the Design Bureau and its Aircraft
Đặc điểm tổng quát
- Kíp lái: 2
- Chiều dài: 11,2 m[2] (36 ft 9 in)
- Sải cánh: 13,4 m[2] (43 ft 11 in)
- Chiều cao: m (ft in)
- Diện tích cánh: 30 m²[2] (323 ft²)
- Trọng lượng rỗng: 4.135 kg (9.118 lb)
- Trọng lượng có tải: 5.780 kg (12.745 lb)
- Trọng tải có ích: 1.465 kg (3.230 lb)
- Trọng lượng cất cánh tối đa: 5.980 kg (13.190 lb)
- Động cơ: 1 × Mikulin AM-43NV, 1691 kW (cất cánh) (2300 hp)

 Hiệu suất bay 
- Vận tốc cực đại: 576 km/h (knots, 358 mph)
- Tầm bay: 800 km (nm, 497 mi)
- Trần bay: m (ft)
- Vận tốc lên cao: m/s (ft/phút)
- Tải trên cánh: kg/m² (lb/ft²)
- Công suất/trọng lượng: W/kg (hp/lb)

Trang bị vũ khí

- 2 × pháo Nudelman-Suranov NS-23 23 mm
- 2 × súng máy ShKAS 7,62 mm
- 1 × pháo Berezin UB-20 20 mm
- Lên tới 500 kg (1,102 lb) vũ khí khác.